# Don't be evil
Don't be evil (littéralement, « Ne soyez pas malveillants ») est l'ancienne devise ou slogan informel de Google.
Le sixième point du décalogue philosophique de Google stipulait : « Il est possible de gagner de l'argent sans vendre son âme au diable ». En termes de culture d'entreprise, cette devise est devenue le pilier identitaire central de Google.
À la suite de la restructuration de Google sous le conglomérat Alphabet Inc. en octobre 2015, Alphabet a choisi comme nouveau slogan Do the right thing (littéralement, « Faites la bonne chose »), qui constitue également l'ouverture du code de conduite d'entreprise,.

## Historique
Originellement suggéré par les employés de Google Paul Buchheit et Amit Patel, la phrase figurait même en tête du courrier adressée aux investisseurs, quelque temps avant l'entrée de Google en bourse au printemps 2004. Larry Page a écrit que « Par cette phrase qui est notre devise, nous avons tenté de définir précisément ce qu'être une force bénéfique signifie — toujours faire la chose correcte, éthique ». Cette devise résume assez bien la volonté supposée de Larry Page et Sergey Brin qui tend à faire de Google une société altruiste qui œuvre pour un monde meilleur.
En 2014, Larry Page indique dans un entretien au Financial Times que ce slogan devrait évoluer car il ne reflète plus les ambitions actuelles de Google autour des biotechnologies et de la robotique,.
En 2018, Google enlève ce slogan de son code de bonne conduite où il n'apparait plus qu'une fois à la fin pour le remplacer par Do the right Thing (« Faites les bonnes choses »).

## Critiques
Sur la forme, le slogan Don't be evil est une interdiction qui suppose de connaître ce qui est mal. Dans l’hypothèse que l’on puisse définir justement ce qui est bon, la formulation positive de cette devise devient « Sois bienveillant ! ».
Sur le fond, Google a été pris à partie sur son slogan, en particulier à propos du filtrage interdisant l'accès à certains sites ou à des pages contenant certains mots depuis la Chine. Selon la société, mieux valait pour les usagers chinois un Google imparfait que pas de Google du tout : google.cn veille à ne pas faire figurer sur ses pages de réponse les chaînes de caractères qui provoquent la déconnexion de l'utilisateur par les mécanismes de surveillance automatique que doivent assurer les fournisseurs d'accès chinois.
L’inadéquation entre ce slogan et le comportement de Google vis-à-vis de sa stratégie d’évitement fiscal a également été soulignée par Margaret Hodge, présidente de la commission parlementaire sur les finances publiques au Royaume-Uni, qui a déclaré que Google s’était comporté de manière « sournoise, délibérée et, à [s]on avis, contraire à l’éthique » à cet égard.